# نشانه برادبنت
نشانه برادبنت (انگلیسی: Broadbent sign) یک نشانهٔ بالینی است که در آن دنده‌های ۱۱ و ۱۲ در مرحله سیستولیک ضربان قلب با تنگ شدن فضای بین‌دنده‌ای به سمت عقب کشیده می‌شوند که در پریکاردیت چسبنده به دلیل چسبندگی پریکارد به دیافراگم دیده می‌شود.
طی بیماری پریکاردیت چسبنده، پریکارد قلب ممکن است نه تنها به تاندون مرکزی دیافراگم، بلکه به ناحیه بزرگی از بخش عضلانی دیافراگم و همچنین دیواره قدام قفسه سینه بچسبد؛ بنابراین وقتی قلب منقبض می‌شود، قسمت چسبیده ممکن است به سمت داخل و پایین کشیده شود (اگر نیروی انقباض اصلی به سمت تاندون مرکزی دیافراگم باشد). علاوه بر این، عدم وجود تکانه آپیکال قابل لمس نیز در مورد پریکاردیت چسبنده قابل تشخیص است.
این علامت به افتخار والتر برادبنت نامگذاری شده است و در نخستین مقاله او در سال ۱۸۹۵ منتشر شد، اگرچه ممکن است از پدرش، ویلیام برادبنت الهام گرفته شده باشد.